# Danny Clark
Daniel „Danny” Clark OAM (ur. 30 sierpnia 1951 w Launceston) – australijski kolarz torowy i szosowy, wicemistrz olimpijski oraz szesnastokrotny medalista torowych mistrzostw świata.

## Kariera
Pierwszy sukces w karierze Danny Clark osiągnął w 1970 roku, kiedy zdobył srebrny medal w indywidualnym wyścigu na dochodzenie podczas igrzysk Brytyjskiej Wspólnoty Narodów w Edynburgu. Na rozgrywanych dwa lata później igrzyskach olimpijskich w Monachium wywalczył drugie miejsce w wyścigu na 1 km, ulegając jedynie Nielsowi Fredborgowi z Danii. Pierwszy złoty medal zdobył na mistrzostwach świata w Besançon w 1980 roku, gdzie był najlepszy w keirinie. W konkurencji tej wygrał także na mistrzostwach w Brnie, przy czym zajął także drugie miejsce w wyścigu punktowym. Podczas mistrzostw świata w Leicester w 1982 roku i mistrzostw w Zurychu rok później Clark zdobywał srebrne medale w keirinie, w pierwszym przypadku przegrywając z Gordonem Singletonem z Kanady, a w drugim ze Szwajcarem Ursem Freulerem. Na trzech kolejnych mistrzostwach: Barcelona 1984, Bassano 1985 i Colorado Springs 1986 zdobywał złote medale w derny. W Bassano zdobył także srebrny medal w wyścigu ze startu zatrzymanego, ustępując tylko Włochowi Bruno Vicino. Wynik ten powtórzył na mistrzostwach świata w Wiedniu w 1987 roku (wygrał Szwajcar Max Hürzeler), a podczas mistrzostw świata w Gandawie w 1988 roku zdobył kolejne dwa złote medale: w derny i wyścigu ze startu zatrzymanego. Z mistrzostw świata w Maebashi w 1990 roku wrócił z dwoma brązowymi i medalami: był trzeci w wyścigu punktowym za Laurentem Biondim z Francji i Michaelem Markussenem z Danii oraz trzeci w wyścigu ze startu zatrzymanego za Włochem Walter Brugną i Szwajcarem Peterem Steigerem. Ostatni medal Danny zdobył na mistrzostwach świata w Stuttgarcie w 1991 roku, gdzie po raz drugi w karierze był najlepszy w wyścigu ze startu zatrzymanego. Ponadto Australijczyk 74 razy wygrywał zawody cyklu Six Days i zwyciężał w wyścigach szosowych. Ostatni sukces osiągnął w 2000 roku, kiedy wspólnie z Graeme'em Brownem zwyciężył w zawodach Six Days we francuskiej miejscowości Nouméa.